# Denys Pradelle
Denys Pradelle, né le 6 juillet 1913 à Pontoise et mort le 13 avril 1999 à Chambéry, est un architecte et urbaniste français. Il est l'un des initiateurs de l'Atelier d'architecture en montagne et de l'Atelier d'urbanisme en montagne.

## Réalisations
Un certain nombre de ses projets ont été inscrits à l'Inventaire supplémentaire des monuments historiques :
- Courchevel 1850  Inscrit MH (1998)[5],[6],[7] ;
  - Chalet Roques (1948, 1954, 1967)  Inscrit MH (1998)[8] ;
  - Chalet (1949)  Inscrit MH (1998)[9] ;
  - Lotissement dit Les Chalets Fath  Inscrit MH (1998)[10] ;
  - Chalet Joliot-Curie (1949-1950)  Inscrit MH (2005), un chalet privé appartenant à la famille Joliot-Curie[11] ;
  - Chalet Lang (1950)  Inscrit MH (2012)
  - Chalet Le Rabolliot (1951)  Inscrit MH (1998)[12] ;
  - Chalet le Petit Navire (1951)  Inscrit MH (2005)[13] ;
  - Chalet Parallèle 4 (1951)  Inscrit MH (1998)[14] ;
  - Chalet Thivollet (1952, 1967, 1995)  Inscrit MH (1998)[15] ;
  - Chalet Roche (1954, 1990)  Inscrit MH (1998)[16] ;
  - Chalet La Godille (1955)  Inscrit MH (1998)[17] ;
  - Chalet Le Troll (1958)  [18] ;
  - Chalet  Inscrit MH (1998)[19] ;
  - Chapelles de Courchevel 1850, Notre-Dame de l'Assomption (1953, 1955)  Inscrit MH (2006)[20] ; Courchevel 1650 (1958) et Courchevel 1550 (1964)[21] ;
- Les Arcs  Inscrit MH (2006)[22]

## Publications
- Denys Pradelle, Urbanisme et architecture contemporaine en pays de neige, Libris, 2002, 141 p. (ISBN 978-2-907781-62-6), écrit dans les années 1990 et publié en 2002, « année internationale des montagnes ».
- Laurent Chappis, Denys Pradelle, Guy Rey-Millet, Jean-François Lyon-Caen, Courchevel. Naissance d'une station, Paris, Éditions Du Linteau, 2013, 152 p. (ISBN 978-2-910342-80-7).
- Laurent Chappis, Jean-Marc Legrand, Denys Pradelle, « Contribution à une architecture de montagne, Études et informations », Cahier mensuel du MRL, no 3,‎ mars 1955, p. 64-65.